# The Explorers Club
The Explorers Club è un'associazione con sede a New York, fondata nel 1904, il cui scopo è quello di promuovere la scienza dell'esplorazione. Al fine di conseguire tale obiettivo, fornisce sovvenzioni a chi desidera partecipare a progetti di ricerca sul campo e spedizioni. Ha anche fornito sostegno logistica per alcune delle più audaci spedizioni del ventesimo secolo.
Ha un bollettino che si chiama The Explorers Journal, periodico trimestrale pubblicato sin dal 1921 dall'Explorers Club. Il Journal del club pubblica articoli e fotografie provenienti da membri del club e da altri su spedizioni nel mondo.

## Storia
Nel 1904 Henry Collins Walsh, noto giornalista ed esploratore, radunò un gruppo di esploratori per formare una organizzazione che unisse gli esploratori sotto la stessa bandiera e capace di promuovere i compiti dell'esplorazione nei vari campi del sapere. Le adesioni al progetto di Walsh vennero da Adolphus Greeley, Arthur Donaldson Smith, Carl Sofus Lumholtz, Marshall Howard Saville, Frederick Samuel Dellenbaugh, e David Legge Brained. Seguirono incontri informali del gruppo ed il 25 ottobre 1905 The Explorers Club fu formalmente costituito e registrato come club negli Stati Uniti d'America.
Nel 1981 vennero ammesse le prime donne Sylvia Earle e Kathryn D. Sullivan. Membri onorari famosi furono Theodore Roosevelt, John Glenn, Jim Fowler, Walter Cronkite, il principe Filippo (duca di Edimburgo) e Alberto I (principe di Monaco).
The Explorers Club suddiviso in 26 sezioni che fungono da punti di riferimento per esploratori, scienziati e studenti. Molte sezioni del club organizzano su una base mensile cene, conferenze e seminari. Tra le attività proprie del club vi sono premiazioni di studenti meritevoli mediante l'assegnazione di borse di studio od assegni di ricerca rivolti a studenti. Ogni sezione pubblica una newsletter e organizza spedizioni, escursioni ed eventi educativi.

## Le sezioni
- Nord America: Atlanta, Alaska, Canada, Chicago e Grandi Laghi, Florida, George Rogers Clark, Greater Piedmont, New England, Nord Pacifico, California del Nord, Pacifico Nord-Occidentale, Filadelfia, Rocky Mountain, San Diego, California del Sud, Florida del Sud, SouthWest, St. Louis, Texas, Washington DC.
- Oceania: Australia e Nuova Zelanda.
- America Centrale e Sud America.
- Asia: Est e Sud Asia, Hong Kong.
- Europa: Gran Bretagna, Norvegia, Polonia, Svezia.[7]

## Le bandiere numerate

Bandiera dell'Explorers Club.

Per ottenere il permesso di portare la bandiera, un membro del club deve dimostrare che una spedizione mantiene la promessa di risultati scientifici. Una volta approvata, la bandiera deve essere esibita in ogni occasione opportuna durante la spedizione e deve essere restituita al club insieme a una registrazione scritta della spedizione: il rapporto della bandiera. Le raccolte di ricerca del club sono l'archivio di questi rapporti unici, incluso l'originale "Flag Book", un diario rilegato di rapporti scritti a mano, stampe vintage, ritagli e documenti assortiti inviati dagli esploratori che per primi hanno portato la bandiera del Club degli esploratori nelle spedizioni.
Oggi ci sono 226 bandiere numerate. Questi includono bandiere portate in spedizioni come:
- Flag #2 – Roy Chapman Andrews – the Gobi Desert expeditions
- Flag #7 – Sir George Hubert Wilkins – the first trans-Arctic flights
- Flag #32 – Capt. Robert A. "Bob" Bartlett – the Effie M. Morrissey expeditions
- Flag #50 – Bertrand Piccard and André Borschberg – Solar Impulse across America
- Flag #61 – Luc Hardy – the Pax Arctica expedition (Canadian Arctic)
- Flag #71 – Raphaël Domjan – PlanetSolar the first around the world with solar energy
- Flag #80 – Tim Taylor FN’04, Citation of Merit Laureate 2008 — Discovery of three lost US WWII submarines: Expedition R-12, Expedition S-26, Expedition S-28
- Flag #81 – Victor Vescovo and Patrick Lahey – the Five Deeps expedition
- Flag #105 – L. Ron Hubbard – The Alaska Radio Experimental Expedition
- Flag #123 – Thor Heyerdahl – the Kon-Tiki expedition
- Flag #132 – David Concannon for Jeff Bezos and Bezos Expeditions – the Saturn V F-1 engine search and recovery expedition[8]
- Flag# 134 – Gino Caspari – Discovery of Royal Scythian Tomb Tunnug 1
- Flag #150 – George Kourounis – collecting soil samples from the Darvaza gas crater
- Flag #161 – James Cameron – the Deepsea Challenger expedition
- Flag #163 – L. Ron Hubbard – The Oceanographic-Archeological Expedition (1961) and the Hubbard Geological Survey Expedition (1966)
- Flag #193 – Naomi Uemura – first solo North Pole expedition

Le missioni della NASA Apollo 8, Apollo 11, Apollo 13 e Apollo 15 hanno portato a bordo una bandiera in miniatura dell'Explorers Club.